# 대한불교청년회
대한불교청년회(大韓佛敎靑年會)는 민족전통을 계승하여 민족의 자존역량 함양에 기여하고, 부처님의 가르침을 통하여 청년들의 심신계발과 사회정화를 선도하여 건전한 청년상을 구현하기 위하여 1920년 6월 20일 조선불교청년회라는 이름으로 탄생되어 1998년 6월 8일 대한민국 문화체육관광부에 사단법인으로 등록된 불교신행단체이자 청년운동단체이다. 사무실은 서울특별시 종로구 견지동 13번지 전법회관 401호에 있다.

## 주요 사업
- 산하 지역청소년의 지도 및 육성
- 회원의 신앙 및 교양지도에 관한 사업
- 대사회교화 및 불교사상 보급에 관한 사업
- 청년포교사 육성 및 민족자존역량 함양에 관한 사업
- 청소년 대상의 포교 및 지도사업
- 회원과 청소년 위한 복지사업 및 직업안내
- 국제간 유대강화와 불교문화교류에 관한 사업
- 조국평화통일과 민족화해에 관한 사업
- 종교간 평화에 관한 사업

## 같이 보기
- 조선불교청년회 정구단
- 조선불교청년회 축구단